# Mercury Tower
Der Mercury Tower ist ein Hochhaus im Ort San Ġiljan in Malta. Er ist mit einer Höhe von 122 m vor dem Portomaso Business Tower das höchste Gebäude im Land. Er hat 32 Etagen, die sowohl Wohnraum als auch Hotelraum sind. Der Mercury Tower wurde von Zaha Hadid noch vor ihrem Tod entworfen.
Das Hochhaus wurde am 10. November 2023 eröffnet. Ein ikonisches Merkmal, welches den Mercury Tower prägt, ist der verwinkelte Bereich zwischen der 10. und 13. Etage. Ein Teil des Turms ist mit dem Mercury House, einem naheliegenden Gebäude, verbunden.